# Рамон Баес Мачадо
Рамон Баес Мачадо (1858—1929) — лікар і політик з Домініканської Республіки. Обіймав посаду тимчасового президента Домініканської Республіки з 28 серпня до 5 грудня 1914. Був сином президента Буенавентури Баеса. Пізніше працював державним чиновником у кількох кабінетах, включно з урядом президента Орасіо Васкеса.
Помер у Санто-Домінго 4 березня 1929 року.